# Pertoltice pod Ralskem
Pertoltice pod Ralskem là một làng thuộc huyện Česká Lípa, vùng Liberecký, Cộng hòa Séc.